# Miogryllus
Miogryllus is een geslacht van rechtvleugeligen uit de familie krekels (Gryllidae). De wetenschappelijke naam van dit geslacht is voor het eerst geldig gepubliceerd in 1877 door Saussure.

## Soorten
Het geslacht Miogryllus omvat de volgende soorten:
- Miogryllus amatorius Otte, 2006
- Miogryllus beliz Otte & Perez-Gelabert, 2009
- Miogryllus bellator Otte & Perez-Gelabert, 2009
- Miogryllus bohlsii Giglio-Tos, 1895
- Miogryllus caparo Otte & Perez-Gelabert, 2009
- Miogryllus catacustes Otte & Perez-Gelabert, 2009
- Miogryllus convolutus Johannson, 1763
- Miogryllus ensifer Scudder, 1896
- Miogryllus ergaticos Otte & Perez-Gelabert, 2009
- Miogryllus guanta Otte & Perez-Gelabert, 2009
- Miogryllus incertus Giglio-Tos, 1894
- Miogryllus lineatus Scudder, 1876
- Miogryllus muranyi de Mello & Morselli, 2011
- Miogryllus pammelas Otte, 2006
- Miogryllus piracicabensis Piza, 1960
- Miogryllus pugnans Otte & Perez-Gelabert, 2009
- Miogryllus rehni Randell, 1964
- Miogryllus scythros Otte, 2006
- Miogryllus tobago Otte & Perez-Gelabert, 2009
- Miogryllus tucumanensis Giglio-Tos, 1894
- Miogryllus verticalis Serville, 1838